# Paris (parfum)
Pour les articles homonymes, voir Paris (homonymie).
 (mars 2012).
Si vous disposez d'ouvrages ou d'articles de référence ou si vous connaissez des sites web de qualité traitant du thème abordé ici, merci de compléter l'article en donnant les références utiles à sa vérifiabilité et en les liant à la section « Notes et références ».
Paris est un parfum féminin de la maison de couture Yves Saint Laurent Beauté, créé par Sophia Grojsman, en 1983. Paris devait être un hommage d’Yves Saint Laurent à la ville de Paris et à l’élégance des Parisiens.

## Présentation
Créé par le « nez » Sophia Grojsman d’International Flavors and Fragrances, Paris est composé d’un bouquet floral, avec des notes de tête de mimosa, de géranium, d’aubépine et de cassia, des notes de cœur de rose, de violette et d’iris et des notes de fond de bois de santal, d’ambre et de musc. Le flacon Paris, décoré de pétales de rose, a été conçu par Alain de Mourgues, tandis que le bouchon doré particulier a été conçu par les Verreries Brosse, rachetées en 2002 par l'entreprise italienne Zignago Vetro.
Au fil des années, Paris a été relancé à plusieurs reprises dans de nombreuses déclinaisons, dont Paris Eau de Printemps (2002), Paris Premières Roses (2003), Paris Roses des Bois (2004), Paris Roses Enchantées (2005) et Paris Roses des Vergers Springtime (2006). De tous ces parfums, seul Paris Premières Roses a été orchestré par Sophia Grojsman.